# Douglas Sirk
Douglas Sirk, nascut Hans Detlef Sierck (Hamburg, Imperi alemany, 26 d'abril, 1897 - Lugano, Suïssa, 14 de gener, 1987), va ser un director de cinema alemany que va iniciar la carrera al seu país, es va exiliar en 1937 als Estats Units, i va prosseguir com reconegut director de cinema estatunidenc. Molt al final de la seva vida va tornar a Europa.

## Trajectòria

### A Alemanya
Hans Detlef Sierck, fill d'un periodista danès, va néixer a Hamburg. Va passar la seva primera infància a Dinamarca, fins que el seu pare va tornar a Alemanya, lloc on es va nacionalitzar.
Sierck es va formar a les universitats de Múnic, Jena i Hamburg amb grans teòrics de l'art a Alemanya: va ser alumne avantatjat d'Erwin Panofsky, a Hamburg, i va escriure per a ell un assaig sobre les relacions entre la pintura alemanya medieval i les actuacions dramàtiques.
Sent estudiant, va treballar com a ajudant del Teatre Alemany d'aquesta ciutat, un dels més importants. Va ser nomenat director artístic de diversos teatres en Bremen i Leipzig, va posar en escena obres de Molière, Büchner i Strindberg, també Brecht i altres. Va conèixer a grans directors teatrals com Max Reinhardt.
Va començar a filmar pel·lículas, en 1935, i Detlef Sierck es va convertir en un famós director alemany de la Ufa, la gran productora alemanya, desapareguda després de la desnazificación: Das Hofkonzert (1936), La Habanera i Zu neuen Ufern (1937). Va fer set pel·lícules pròpies, algunes, com les citades, d'importància en el desenvolupament del sonor i del cinema del seu país. Ja havia creat un estil propi, la seva direcció d'actors era sòlida i destacava per una il·luminació i un ritme molt especials.

### Als Estats Units
Com que es va casar en segones noces amb una dona jueva, i que la seva primera esposa era afiliada al Partit Nazi, se li van aplicar les lleis de Nuremberg. El seu fill, Klaus Detlef Sierck (1925–1944), fou nen actor i el 1942 es va unir a la Wehrmacht; va morir en combat. Sirk, no sense dificultats, va fugir de l'Alemanya Nazi el 1937. Va estar entre 1938 i 1939 a França i Holanda, on va treballar al cinema. Després va arribar a Hollywood en 1939, reclamat pels Warner, que li demanaven rodar de nou una de les seves pel·lícules d'èxit a Europa.
Uns anys després, el 1943, va dirigir el seu primer film estatunidenc anomenat Hitler's Madman, i va començar a signar com Douglas Sirk. Dirà el cineasta que, la diferència amb Europa era gran però que, als EUA, els tècnics estaven més al dia que en qualsevol altra part. Va rodar Summer Storm (1944), també als Estats Units, va aconseguir profunditat dramàtica amb personatges complicats, perquè es basava en un relat de Chejov, i el seu autor va quedar satisfet del resultat.
En 1948, va fer Sleep, My Love, film negre i tràgic, en el qual una dona que es desperta, enmig de la nit, amb una pistola en la seva bossa a bord d'un tren del qual res recorda. Quan torna a Boston, intenta aclarir-ho amb el seu marit, un arquitecte, però tot resulta cada vegada més tèrbol.
Va estar Sirk un any a Alemanya (1949-50). Però es va incorporar a la Universal Pictures en 1950, on va dirigir cintes de diversos gèneres com comèdia, western i cinema bèl·lic.
En 1951, roda Thunder on the Hill, novel·la de suspens i de passió, en la qual una jove condemnada per l'assassinat del seu germà serà traslladada al lloc de l'execució; una gran tempesta seguida d'una inundació l'aïlla amb el policia, en un convent-hospital; allí, una monja molt activa (C. Colbert) en poques hores descobrirà al veritable criminal.
No obstant això, és més recordat pels seus famosos melodrames, diversos d'ells van reprendre els títols d'un gran director: John M. Stahl. S'ha assenyalat que les pel·lícules homònimes de Stahl i de Sirk (Imitació a la vida, Magnificent Obsession, Interlude, d'alta qualitat per a Sirk), són de vàlua similar, si bé els seus punts de vista i les seves estètiques difereixen del tot, és més barroca la de Sirk (a Stahl li agradava la naturalitat dins de les situacions extremes).
Destaquen entre els melodrames: All I Desire, on la protagonista, Naomi Murdoch, abandona el seu petit poble i a la seva família per a treballar com a actriu, en 1900; la seva filla, en 1910, convida a la seva mare perquè la vegi actuar en una peça del seu institut, i amb aquest retorn momentani sorgeixen vells conflictes i nous estats emocionals). Magnificent Obsession, de 1954, melodrama que tracta d'un jove multimilionari, egoista, Bob Merrick, que sofreix un accident, i li apliquen a l'hospital un pulmó artificial; la tracta el doctor Phillips, que mor d'un atac; la seva vídua, Helen, comprova amb sorpresa que està arruïnada, perquè el seu marit feia molts donatius per a gent humil; a partir d'aquest moment Bob i Helen comencen a acostar-se. Escrit en el vent (1956), Només el cel ho sap del mateix any, en el qual va rodar així mateix There's Always Tomorrow (en la qual un metge de l'exèrcit estatunidenc es casa amb una jove pianista en la dividida Berlín, 1945; com ella queda atrapada en el sector soviètic, hauran de passar anys fins a poder reunir-se).
Després va adaptar Faulkner a Angels sense resplendor (1957), i va fer una pel·lícula estatunidenca sobre els desastres de la guerra, A Time to Love and a Time to Die, amb la novel·la de Remarque, que va filmar al seu país d'origen, on no va ser ben rebuda.

### Retorn
Després de dirigir el seu més gran èxit melodramàtic, en 1959, Imitació de la vida, va sentir que havia conclòs un cicle vital, i va decidir abandonar els estudis estatunidencs, aprofitant una malaltia. No se sentia gens a gust en un país en el que el maccarthysme havia estat perseguint escriptors i cineastes.
Es va retirar a Europa, però tampoc se sentia a gust a Alemanya, perquè veia una societat molt hipòcrita i que no s'havia depurat (com va assenyalar en 1969). De totes maneres, encara que va triar viure a Suïssa, ens 1960 i 1969 va dirigir diverses peces teatrals a Múnic.

## Filmografia

### Llargmetratge
- April, April! (1935)
  - 't Was één April (1936) (versió en neerlandès d' April, April)
- Das Mädchen vom Moorhof (1935)
- Stützen der Gesellschaft (1935)
- Schlußakkord (1936)
- Das Hofkonzert (1936)
  - La Chanson du souvenir (1936) co-director (versió en francès de Das Hofkonzert)
- Liebling der Matrosen (1937, guionista)
- Zu neuen Ufern (1937)
- La Habanera (1937)
- Accord Final (1938) (sense acreditar)
- Boefje (1939)
- Hitler's Madman (1943)
- Summer Storm (1944)
- Escàndol a París (1946)
- The Strange Woman (1946) (director no acreditat de la seqüència d'apertura)
- Lured (1947)
- Sleep, My Love (1948)
- L'incorruptible (1949)
- Lleugerament francès (1949)
- Mystery Submarine (1950)
- The First Legion (1951)
- Thunder on the Hill (1951)
- The Lady Pays Off (1951)
- Week-End with Father (1951)
- No hi ha lloc pel nuvi (1952)
- Algú ha vist la meva xicota? (1952)
- Meet Me at the Fair (1953)
- Take Me to Town (1953)
- All I Desire (1953)
- Taza, Son of Cochise (1954)
- Magnificent Obsession (1954)
- Sign of the Pagan (1954)
- Captain Lightfoot (1955)
- All That Heaven Allows (1955)
- There's Always Tomorrow (1956)
- Never Say Goodbye (1956) (uncredited)
- Escrit en el vent (1956)
- Battle Hymn (1957)
- Interlude (1957)
- The Tarnished Angels (1957)
- A Time to Love and a Time to Die (1958)
- Imitació de la vida (1959)

### Curtmetratges
- Zwei Windhunde / Zwei Genies (1934)
- Der eingebildete Kranke (1935)
- 3 x Ehe (1935)
- The Christian Brothers at Mont La Salle (1941)
- Sprich zu mir wie der Regen (1975) co-director amb un grup d'estudiants
- Sylvesternacht (1977) co-director amb un grup d'estudiants
- Bourbon Street Blues (1979) co-director amb un grup d'estudiants